# تائورولیتوکولیک اسید
تائورولیتوکولیک اسید (به انگلیسی: Taurolithocholic acid) با فرمول شیمیایی C26H45NO5S یک ترکیب شیمیایی با شناسه پاب‌کم 5463295 است. که جرم مولی آن ۴۸۳٫۷۰ گرم بر مول می‌باشد. 